# Haplogruppe H (Y-DNA)
Haplogruppe H ist in der Humangenetik eine Haplogruppe des Y-Chromosoms.
Diese Haplogruppe wird in großer Zahl in Indien und in Sri Lanka vorgefunden. Außerhalb des indischen Subkontinents ist sie sehr selten. Jedoch ist Haplogruppe H die Hauptgruppe der Roma, vorwiegend in der Subgruppe H-M82, und kommt zu ~16,5 % in den Khmer Kambodschas vor.

## Untergruppen
Dieser phylogenetische Stammbaum der Untergruppen basiert auf dem YCC 2008 Stammbaum und auf weitere veröffentlichte Forschungsergebnisse.
- H-M3035
  - H-M69 (M69, M370)
    - H-M52 (M52)
      - H-M82 (M82)
        - H-M36 (M36, M197)
        - H-M97 (M97)
        - H-M39 (M39, M138)

    - H-APT (APT)
      - H-P80 (P80, P314)
      - H-P266 (P266)

    - H-P254 (P254)

  - H-M282 (P96)(Früher bekannt als Haplogruppe F3, jetzt als H2[4])